# Зенькович, Иван Иосифович
Иван Иосифович Зенькович (1902 — 1984) — советский военный разведчик, полковник.

## Биография

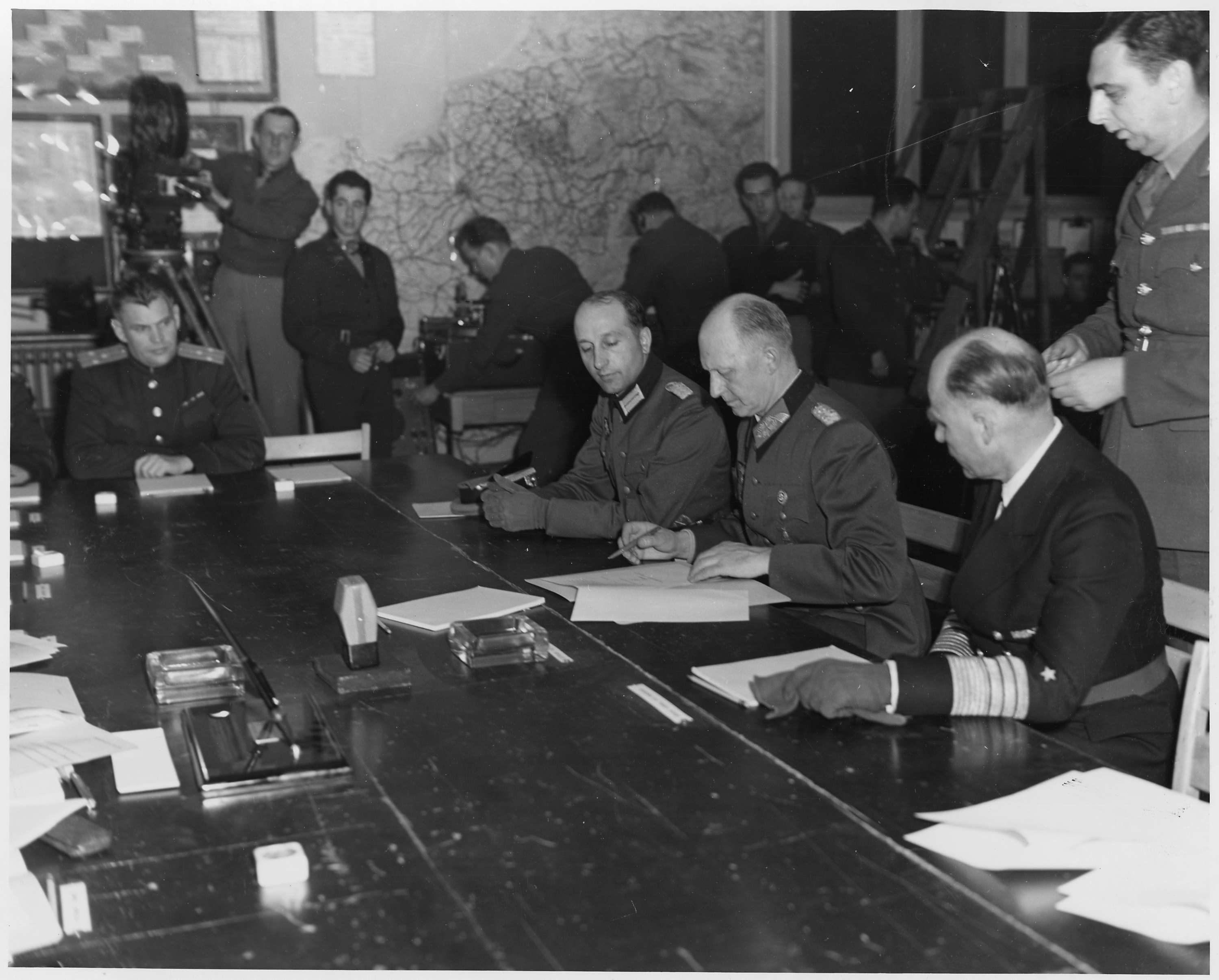
Подписание акта о капитуляции III рейха, в торце стола сидит военный разведчик И. И. Зенькович.

Родился в белорусской семье служащих, окончил высшее начальное училище в 1920. В Красной армии с 1924, в ВКП(б) с 1929. В армии последовательно красноармеец, младший командир, затем последовал перерыв в службе четыре года, после чего командир взвода, роты 3-го полка связи. В 1933-1934 экстерном окончил военную школу связи. При этом с 1924 до 1937 состоял начальником отдела Ленинградской экспериментальной электротехнической лаборатории А. Ф. Шорина. В 1937 был слушателем курсов иностранных языков РУ РККА, а в 1939 окончил специальный факультет Военной академии имени М. В. Фрунзе. С января по июнь 1939 находился в распоряжении РУ РККА, потом назначен начальником 4-го отделения (Финляндия, Скандинавские страны), которым работал с июня 1939 по сентябрь 1940, затем стал начальником 2-го отделения (Польша, Прибалтика).
Участник Великой Отечественной войны с сентября 1942, назначен начальником разведывательного отдела штаба 28-й армии, участвовал в Гумбиннен-Гольдапской операции. Участник подписания акта о безоговорочной капитуляции германских вооружённых сил, помощник начальника военной миссии СССР во Франции. Затем до ноября помощник военного атташе при посольстве СССР в Югославии. В составе военно-дипломатических миссий во Франции и Югославии выполнял агентурную работу в интересах ГРУ. В 1955 вышел в отставку.

### Звания
- красноармеец, 1924.
- полковник, 20 февраля 1940.

### Награды
- ордена Ленина, Красного Знамени, Отечественной войны I степени, два Красной Звезды, медали.